# Shasu

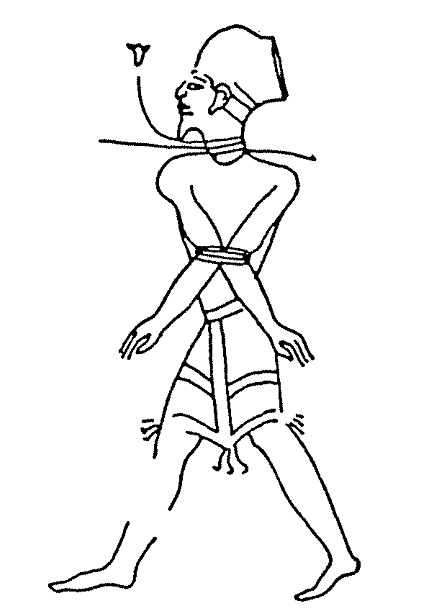
Prigioniero Shasu rappresentato nei rilievi nel tempio di Medinet Habu di Ramses III

Gli Shasu (dall'antico egizio Š3sw, probabilmente pronunciato Shaswe) erano popolazioni di pastori nomadi di lingua semitica del Levante. Le loro tracce durano dalla tarda età del bronzo alla prima età del ferro, o Terzo periodo intermedio dell'Egitto. Organizzati in clan dipendenti da un capo tribale, sono stati descritti come briganti attivi dalla Valle di Jezreel ad Ashkelon e al Sinai.

## Storia
Il termine compare a partire dalla XVIII dinastia e rimane in uso fino al terzo periodo intermedio (1550 a.C. - 750 a.C.).
Il nome si evolse dal verbo
š3š(w) 
 che significa muoversi a grandi passi in una parola usata per indicare lo stile di vita, legato alla pastorizia nomade, dei beduini
Per la prima volta il termine compare in una lista risalente al XV secolo a.C. riportante un elenco di genti della Giordania, nel testo uno dei territori occupati dagli Shasu è indicato come " Yhw nella terra degli Shasu".
La parola egizia è funzionalmente analoga al termine accadico Ahhlamu (che significa vagabondo) attestato in questo periodo anche nei primi testi in aramaico
Da questi fatti alcuni studiosi, tra cui Donald Redford e tendono a concludere che il popolo indicato come Israele nella stele di Merenptah sia quello degli Shasu
La circostanza che la stele di Merenptah non citi mai gli Shasu ha condotto altri studiosi a ritenere che i due termini non siano coincidenti descrivendo entità separate e riconoscibili dall'abbigliamento, dall'acconciatura dei capelli e dalla circostanza che mentre il termine Israele definisce un ben preciso gruppo etnico, il termine Shasu sembra più indicare uno stile di vita: quello della pastorizia nomade.

## Shasu di Yahweh
In alcune iscrizioni attribuibili alla XVIII e XIX dinastia, provenienti dalla regione Nubiana compare il termine Shasu di Yahweh, in cui Yahweh sembra essere un toponimo. Un'iscrizione proveniente da Amrah è databile al regno di Seti I mentre quella forse più antica è attribuibile al regno di Amenhotep III e proviene dal tempio di Amon di Soleb.
| tA | M8 | M23 | w | i | i | h | V4 | G1 |

t3 š3 sw y h w3 - ta Shasu Yhw (Yhw della terra degli Shasu)
Gli studiosi più cauti rimangono in equilibrio tra le ipotesi che una tribù edomita fosse seguace del dio Yahwe oppure che, per coincidenza, il nome di una tribù coincida con quello del dio degli ebrei.

Diverso è l'atteggiamento di studiosi come Redford che ritengono l'iscrizione un rilevante contributo per delineare lo sviluppo storico delle tribù che saranno, in seguito, conosciute come ebrei